# Plan-les-Ouates
Plan-les-Ouates è un comune della Svizzera nel Canton Ginevra; ha lo status di città.

## Storia
Il comune di Plan-les-Ouates è stato istituito nel 1851 con la soppressione del comune di Compesières e la sua divisione nei nuovi comuni di Bardonnex e Plan-les-Ouates.

## Monumenti e luoghi d'interesse

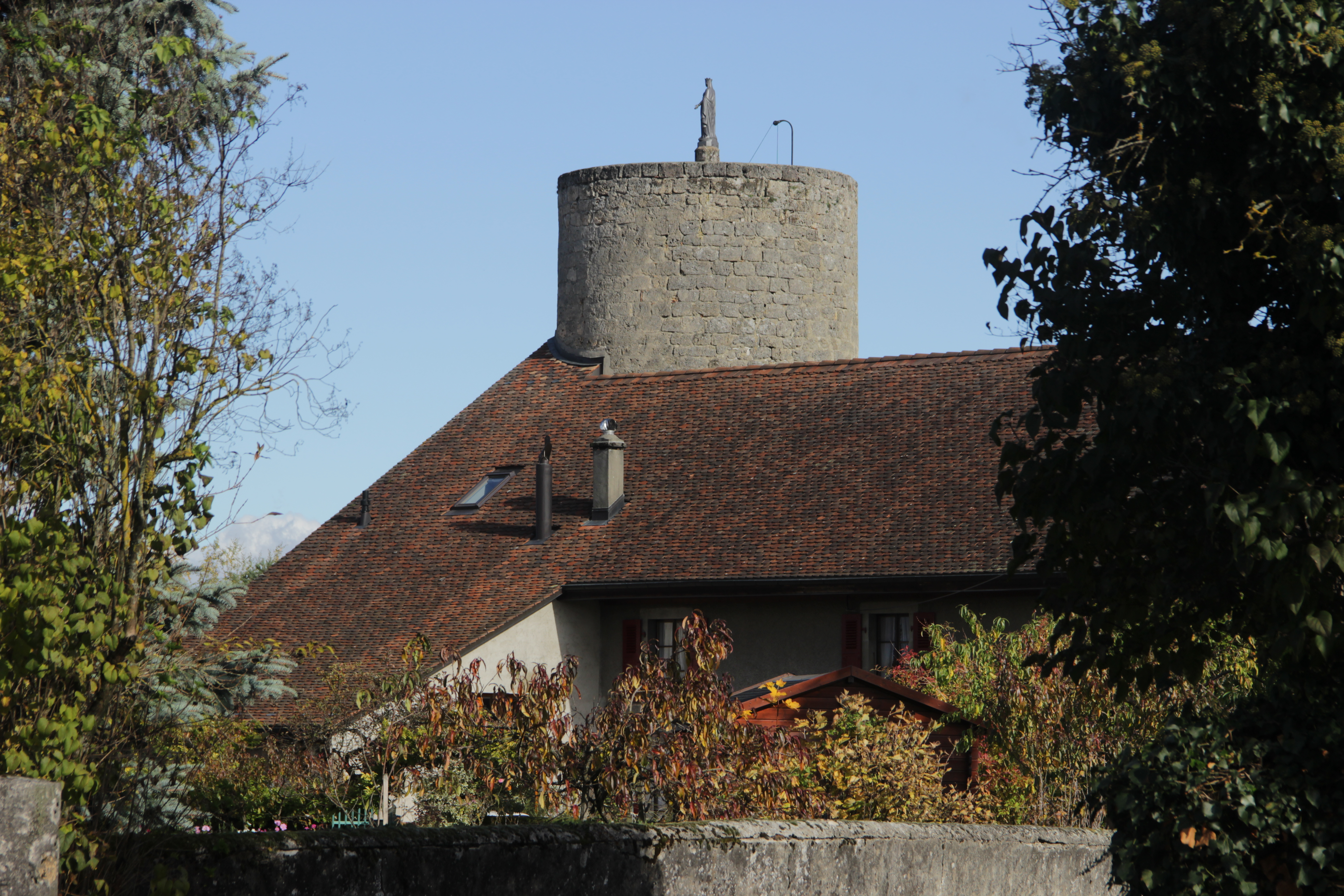
Le rovine del castello di Saconnex d'Arve

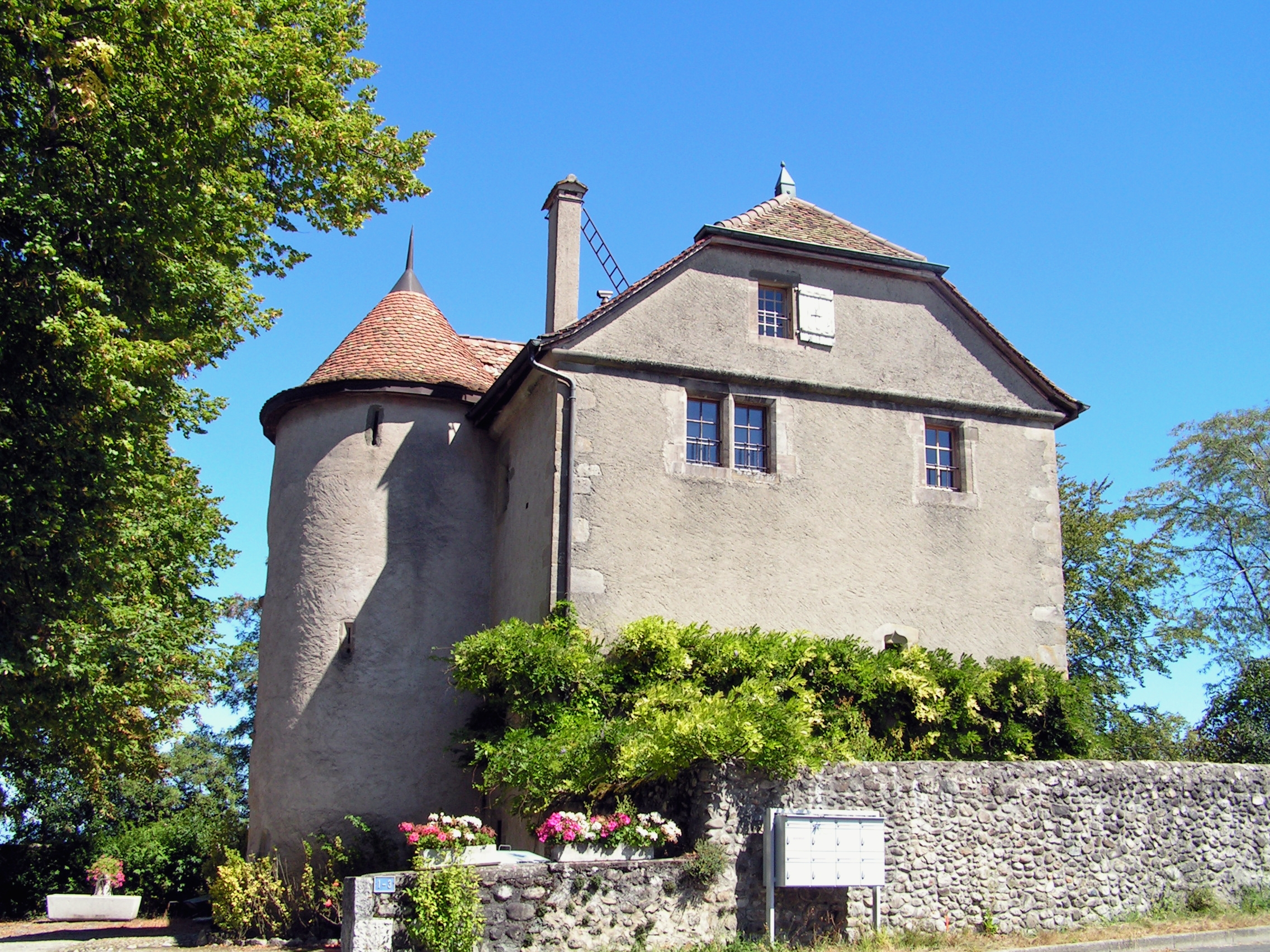
La casa fortificata di Arare

- Rovine del castello di Saconnex d'Arve, eretto nel 1299-1301[2];
- Casa fortificata di Arare, eretta nel XV-XVI secolo[1].

## Società

### Evoluzione demografica
L'evoluzione demografica è riportata nella seguente tabella:
Abitanti censiti

## Economia
È sede di diverse e prestigiose maison orologiere svizzere che qui hanno stabilimenti e centri ricerche che insieme a Genthod e Meyrin costituiscono una watchland, terra di orologi.

## Geografia antropica

### Frazioni
Le frazioni di Plan-les-Ouates sono:
- Arare
- Saconnex d'Arve[2]
  - Saconnex-Dessous
  - Saconnex-Dessus
    - La Tour

## Amministrazione
Ogni famiglia originaria del luogo fa parte del comune patriziale che ha la responsabilità della manutenzione di ogni bene comune.

## Sport
A Plan-les-Ouates ha sede la squadra di football americano dei Geneva Whoppers, militante nella lega indipendente NSFL, il cui titolo ha vinto nel 2015.